# I Don't Like
«I Don't Like» — дебютний сингл американського репера Chief Keef, виданий на iTunes 24 липня 2012 р. Окремок посів 73-тю сходинку чарту Billboard Hot 100, 20-те місце Hot R&B/Hip-Hop Songs та 15-ту позицію Hot Rap Songs.
12 березня вийшов мікстейп Back from the Dead, куди увійшов трек. Журнал «Complex» присвоїв композиції 7-ме місце у рейтингу 50 найкращих пісень 2012 року. У 2019 році «Pitchfork» назвав «I Don't Like» 13-ю найнайкращою піснею 2010-х.
Відеокліп на композицію став вірусним (станом на грудень 2012 має 20 млн переглядів на YouTube). Режисер: DGainz. Виконавець завантажив відео на свій канал 11 березня 2012.

## Список пісень
Цифровий сингл
| #  | Назва                               | Автор                                      | Продюсер   | Тривалість |
| -- | ----------------------------------- | ------------------------------------------ | ---------- | ---------- |
| 1. | «I Don't Like» (з участю Lil Reese) | Кейт Козарт, Таварес Тейлор, Тайрі Піттмен | Young Chop | 4:55       |

## Чартові позиції

### Тижневі
| Чарт (2012)                             | Найвища позиція |
| --------------------------------------- | --------------- |
| США (Billboard Hot 100)                 | 93              |
| США (Hot R&B/Hip-Hop Songs) (Billboard) | 20              |
| США (Rap Songs) (Billboard)             | 15              |

### Річні
| Чарт (2012)                          | Позиція |
| ------------------------------------ | ------- |
| US Hot R&B/Hip-Hop Songs (Billboard) | 96      |

### Сертифікації
| Регіон                                                      | Сертифікація  | Продажі   |
| ----------------------------------------------------------- | ------------- | --------- |
| США (RIAA)                                                  | 2× Платиновий | 2 000 000 |
| продажі+прослуховування, що базуються лише на сертифікаціях |               |           |

## Ремікс GOOD Music
Офіційний ремікс пісні з участю Каньє Веста, Pusha T, Big Sean та Jadakiss потрапив до Cruel Summer, компіляції лейблу GOOD Music.

### Сертифікації
| Регіон                                                      | Сертифікація | Продажі   |
| ----------------------------------------------------------- | ------------ | --------- |
| США (RIAA)                                                  | Платиновий   | 1 000 000 |
| продажі+прослуховування, що базуються лише на сертифікаціях |              |           |